# На шляху
На шляху (босн. Na putu) — фільм 2010 року режисерки з Боснії і Герцоговини Ясміли Жбаніч.

## Нагороди
Фільм було показано на сцені 60-го Берлінського міжнародного кінофестивалю. На 7-му Єреванському міжнародному кінофестивалі «Золотий абрикос» фільм отримав Приз ФІПРЕССІ.